# Marea galattica

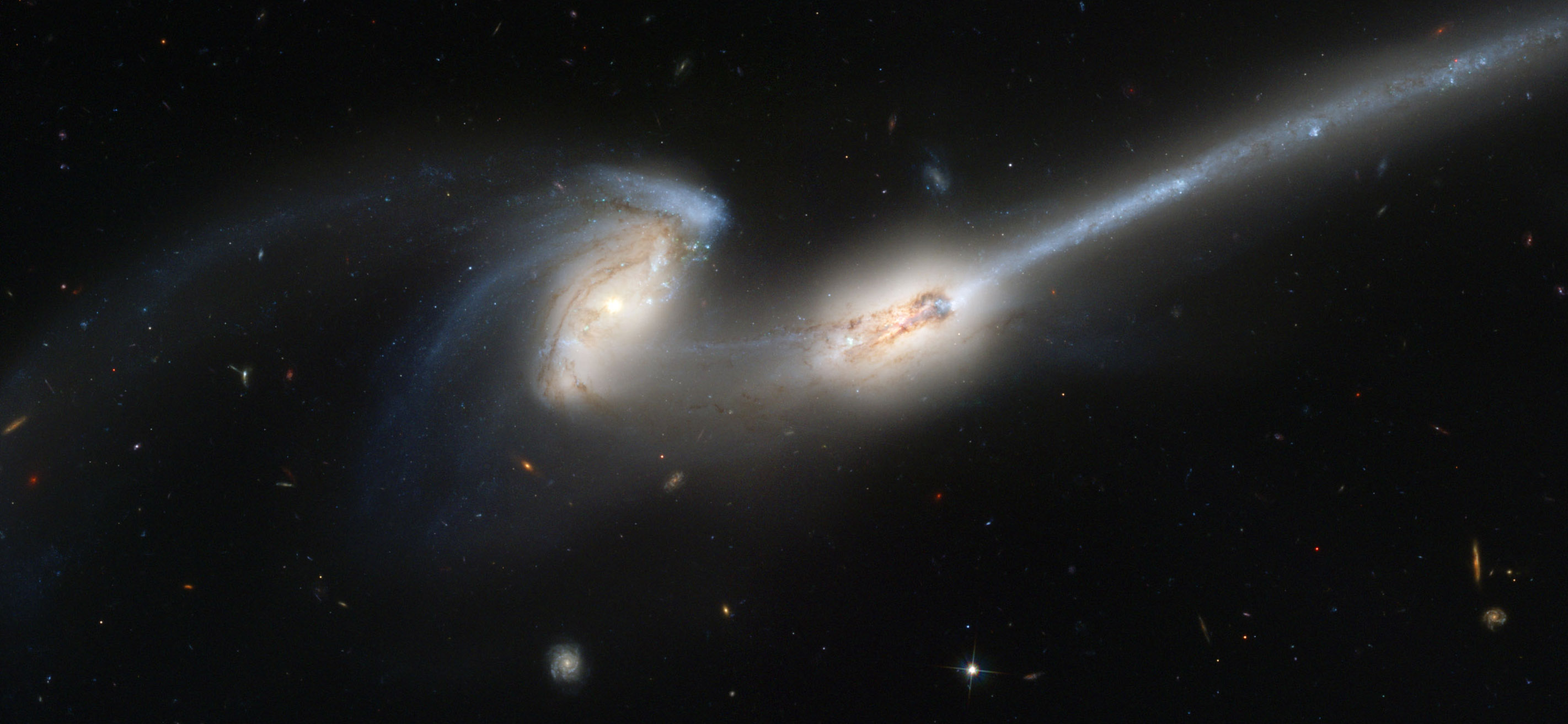
Le Galassie Topo, NGC 4676.

La marea galattica è una forza di marea esercitata su oggetti dal campo gravitazionale di una galassia come la Via Lattea. Particolari aree di influenza includono le galassie interagenti, la disgregazione delle galassie nane o satelliti, nonché, in scala ridotta, gli effetti di marea sull'ipotizzata Nube di Oort del nostro Sistema Solare.

## Origine

Un corpo vicino a una grande massa viene attirato e distorto dalle forze di marea.

Quando un corpo (come l'oggetto blu nell'immagine a sinistra) si trova nel campo gravitazionale di una grande massa (l'oggetto giallo), viene distorto dalla forza di marea.
L'attrazione gravitazionale aumenta con il diminuire della distanza: più un oggetto è vicino ad un altro, maggiormente risente dell'influenza gravitazionale dell'altro oggetto. Quando un oggetto molto grande subisce l'influenza gravitazionale di un altro, la forza gravitazionale può variare considerevolmente da una parte all'altra dell'oggetto. Questo tende a distorcerne la forma, senza cambiarne il volume. Supponendo che l'oggetto fosse inizialmente una sfera, le forze di marea tenderanno a distorcerlo in un ellissoide, con l'asse maggiore allineato verso il corpo che produce la forza di gravità.
Le forze di marea seguono la legge dell'inverso del cubo. La forza di marea esatta in ogni punto è descritta dal tensore di Weyl.
Come sulla Terra la forza di marea lunare si avverte con l'aumento ciclico del livello del mare (marea), anche in scala galattica si avvertono le forze di marea; due galassie interagenti per marea tenderanno a distorcersi, allungandosi. Inoltre, se le galassie possiedono un rapido moto di rotazione, le loro sezioni potrebbero non essere in grado di reggere la sollecitazione, come diversamente succede con la Terra, e possono formarsi lunghe code di stelle e altre regioni altamente distorte, come si vede nell'immagine a fianco.

## Effetti sulle galassie

### Collisione fra galassie

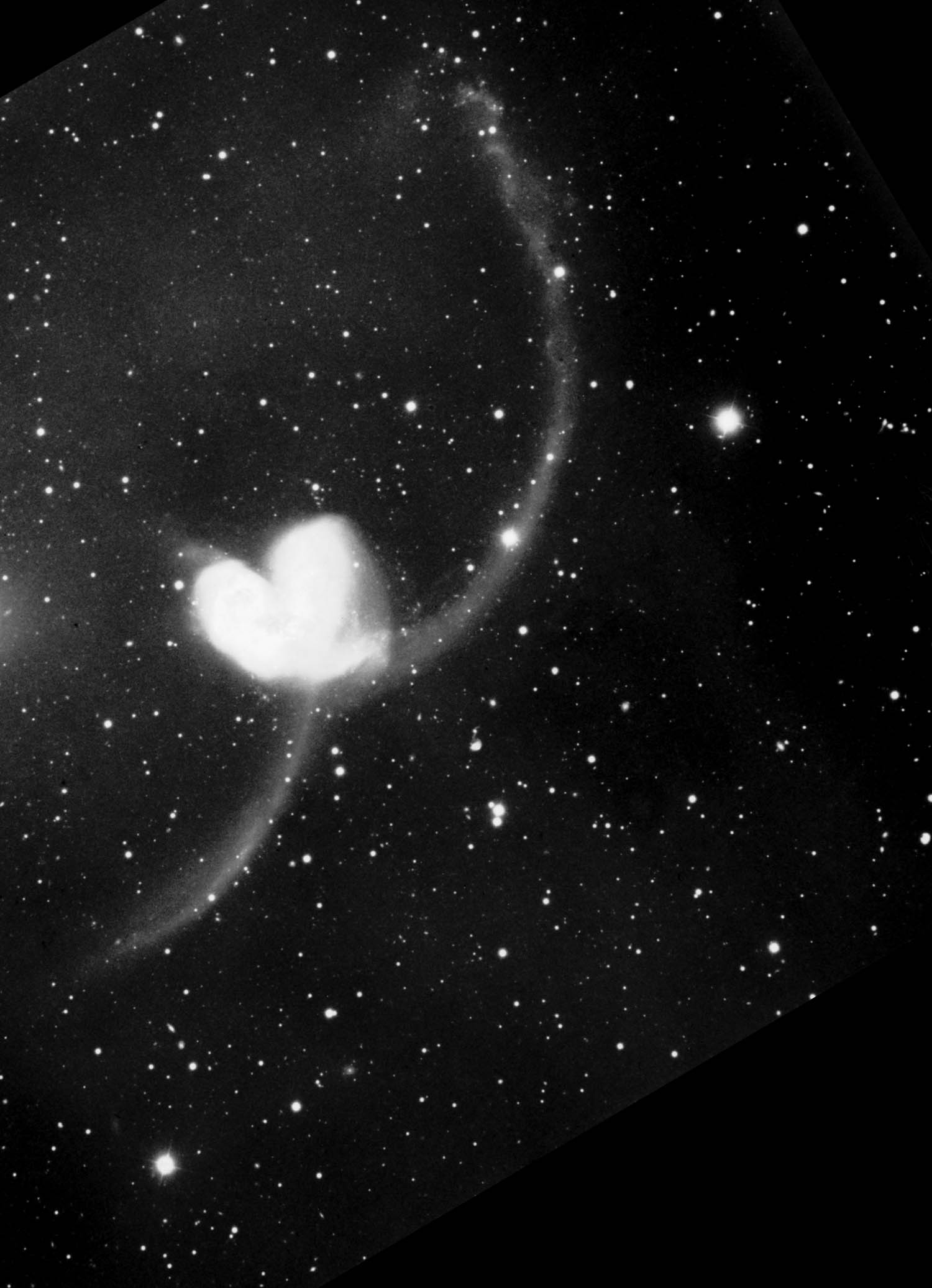
Le lunghe code mareali che si dipartono dalle due Galassie Antenne.

Le forze mareali dipendono dal gradiente del campo gravitazionale, piuttosto che dalla sua forza, perciò gli effetti di marea sono di solito limitati agli immediati dintorni della galassia. Due grandi galassie che vanno incontro a collisione o si sfiorano a vicenda saranno soggette ad una grande forza di marea, i cui effetti sono ben evidenti nelle immagini riprese dai telescopi.
Due galassie interagenti non sempre interagiscono frontalmente, e le forze di marea distorcono entrambe le galassie lungo un asse che punta grosso modo all'esterno e fuori dalla causa della perturbazione. Quando due galassie entrano in orbita stretta l'una attorno all'altra, queste regioni distorte, stirate dal corpo principale della galassia, vengono strappate via dalla rotazione differenziale della galassia stessa e lanciate nello spazio, formando le code mareali. Queste code sono di solito fortemente curvate; quando una coda appare rettilinea, questo è probabilmente dovuto al senso di visuale, ossia al fatto che viene vista dall'alto. È più probabile che le stelle e il gas che costituiscono le code siano state tirate via dai dischi galattici o dalle estremità facilmente distorte di una o entrambe le galassie, piuttosto che dai centri galattici, maggiormente legati dalla gravità. Due esempi notevoli di collisioni galattiche che hanno formato code mareali sono le Galassie Topo e le Galassie Antenne.
Proprio come la Luna provoca l'innalzamento di due maree sui due lati opposti della Terra, così una marea galattica produce due bracci nella sua compagna galattica. Se la galassia perturbata ha una massa uguale o inferiore a quella della compagna, si forma una grande coda; se essa ha una massa significativamente superiore rispetto alla galassia perturbante, allora il braccio posteriore sarà relativamente piccolo mentre il braccio anteriore, a volte chiamato ponte, sarà più esteso. I ponti mareali sono generalmente più difficili da distinguere rispetto alle code mareali. In primo luogo il ponte può essere assorbito dalla galassia di passaggio o dalla galassia risultante dalla fusione, rendendolo visibile per un tempo inferiore rispetto a una tipica lunga coda. Secondo, se una delle galassie è in primo piano, allora la seconda galassia – e il ponte tra le due – può essere parzialmente oscurato. Insieme, questi effetti possono rendere difficile distinguere dove una galassia finisce e l'altra inizia. Anche gli anelli mareali, nei quali una coda si unisce ad entrambe le estremità con la sua galassia madre, sono piuttosto rari.

## Interazioni tra galassie satelliti

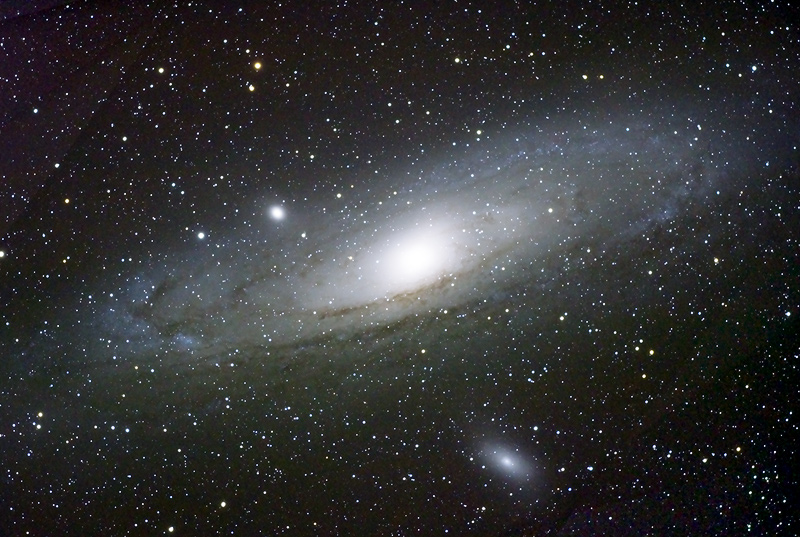
La Galassia di Andromeda. Si nota la sua galassia satellite M32 (in basso a destra), i cui bracci sono stati strappati dalle forze mareali di Andromeda.

Poiché gli effetti mareali sono più forti nelle immediate vicinanze di una galassia, le galassie satelliti sono particolarmente soggette ad esserne affette. Tale forza esterna su una galassia satellite può produrre moti ordinati al suo interno, producendo effetti osservabili su larga scala: la struttura e i movimenti interni di una galassia nana satellite possono essere fortemente modificati da una marea galattica, inducendo una rotazione (come con le maree degli oceani della Terra) o un anomalo rapporto massa-luminosità. Le galassie satelliti possono pure venir spogliate come accade nelle collisioni tra galassie, dove stelle e gas vengono strappate dalle estremità di una galassia, con il probabile assorbimento da parte della sua compagna. La galassia nana M32, una galassia satellite della galassia di Andromeda, può aver perso i suoi bracci a spirale per questo motivo, mentre l'alto tasso di formazione stellare nel nucleo rimasto può essere il risultato di moti indotti dalla marea sulle rimanenti nubi molecolari (poiché le forze mareali possono modellare e comprimere le nubi di gas interstellare all'interno delle galassie, essere possono innescare un intenso processo di formazione stellare nelle piccole satelliti; questo processo è simile al riscaldamento di un oggetto per compressione).
Tra due galassie comparabili il meccanismo con il quale esse possono venir spogliate delle proprie stelle è lo stesso, ma il campo gravitazionale relativamente debole di una galassia satellite assicura che solo questa e non la galassia madre ne sarà affetta. Se la satellite è molto piccola rispetto alla madre, le code di detriti mareali prodotte saranno simmetriche e seguiranno un'orbita molto simile, seguendo effettivamente il percorso della satellite. Tuttavia, se la satellite è abbastanza grande – generalmente più di un decimillesimo della massa della madre – allora la gravità della galassia satellite può modificare le code, rompendo la simmetria e accelerando queste ultime in direzioni diverse. La struttura risultante dipende sia dalla massa e dall'orbita della satellite che dalla massa e dalla struttura dell'ipotizzato alone galattico attorno alla madre, e può fornire una stima significativa del potenziale di materia oscura di una galassia.
Dopo molte orbite attorno alla galassia madre, o se l'orbita della satellite passa troppo vicina ad essa, una galassia nana può alla fine venire completamente distrutta e formare una scia mareale di stelle e gas che si avvolgono attorno al nucleo centrale. È stato proposto che i vasti dischi di gas e stelle attorno ad alcune galassie, come in Andromeda, possano essere il risultato della completa distruzione a causa della marea (e della conseguente fusione con la galassia madre) di una galassia nana satellite.

## Effetti sui corpi interni ad una galassia
Effetti di marea sono presenti anche all'interno di una galassia. Questo può avere conseguenze per la formazione delle stelle e dei sistemi planetari. Generalmente la gravità di una stella potrà dominare entro il suo stesso sistema; solo con il passaggio di altre stelle si possono compromettere sostanzialmente le sue dinamiche. Tuttavia, nelle parti più esterne del sistema la gravità della stella è debole e le maree galattiche possono avere un ruolo significativo. Nel nostro sistema solare l'ipotetica nube di Oort, che si suppone sia la fonte delle comete a lungo periodo, si trova in questa zona di transizione.

Diagramma della Nube di Oort.

Si crede che la nube di Oort sia un vasto guscio che circonda il nostro sistema solare, forse per un raggio superiore ad un anno luce. Attraversando una distanza così grande il gradiente dei campi gravitazionali della Via Lattea gioca un ruolo più forte. A causa di questo gradiente le maree galattiche possono deformare una nube altrimenti sferica come quella di Oort, tirandola nella direzione del centro galattico e comprimendola lungo i due assi, come la Terra si distende in risposta alla gravità della Luna.
La gravità del Sole a quella distanza è sufficientemente debole da permettere ad una piccola perturbazione galattica di spingere alcuni planetesimi verso il Sole e i suoi pianeti riducendo significativamente il loro perielio. Così un corpo composto da una mistura di roccia e ghiaccio può diventare una cometa quando si ritrova esposto ad un incremento della radiazione solare presente nel sistema solare interno.
È stato suggerito che la marea galattica può anche contribuire alla formazione di una nube di Oort, incrementando il perielio dei planetesimi con un largo afelio. Questo mostra che gli effetti della marea galattica sono piuttosto complessi e dipendono fortemente dal comportamento dei singoli oggetti all'interno di un sistema planetario. In modo cumulativo l'effetto può essere piuttosto forte. Oltre il 90% delle comete nate dalla nube di Oort potrebbero essere il risultato della marea galattica.